# Brett des Karneades
Das Brett des Karneades ist ein philosophisches Gedankenexperiment, das dem griechischen Philosophen Karneades zugeschrieben wird.
Man stellt sich die Situation zweier Schiffbrüchiger vor, deren einzige Rettung ein umhertreibendes Brett ist, welches jedoch nur eine Person tragen kann. Einer der beiden Schiffbrüchigen tötet den anderen, um die rettende Planke für sich zu sichern und anschließend gerettet zu werden.
Im Zentrum des Gedankenexperiments steht nun die Frage, ob der Überlebende wegen Tötung (zum Tode) verurteilt werden sollte oder ob die Tötung gerechtfertigt werden kann, und wenn, mit welchen Argumenten und innerhalb welchen Rechtsrahmens.
Das Situationsbeispiel wirft ethische und rechtsphilosophische Grundfragen auf, die in verschiedenen Lebensbereichen wiederkehren und durch das Problem der Zuteilung knapper Ressourcen hervorgerufen werden. Bedeutung hat das Dilemma als strafrechtliches Fallbeispiel für die Frage nach der rechtlichen Bewertung der Notstandsproblematik – nämlich dem Töten eines Menschen, um das eigene Leben zu retten. 

## Überlieferung des Beispiels durch Cicero
Da Karneades keine Schriften verfasste, sondern nur mündlich lehrte, ist seine Philosophie nur aus Angaben in Werken späterer Autoren bekannt. Das Brett-Beispiel ist durch Marcus Tullius Cicero überliefert. Cicero behandelt die Frage in zweien in De officiis, wo er sich auf eine (nicht erhalten gebliebene) Schrift Über die Pflichten des Stoikers Hekaton von Rhodos als Quelle beruft, und in einem nicht erhalten gebliebenen Teil von De re publica, durch den wir nur durch spätere Zitate bei Lactantius wissen. Erst von Lactantius wird Karneades als Urheber des Brett-Beispiels genannt. Karneades soll das Beispiel im Jahr 155 v. Chr. in einem öffentlichen Vortrag in Rom angeführt haben. In diesem Vortrag argumentierte er gegen die Behauptung, es existiere eine von Natur aus gegebene Gerechtigkeit (Naturrecht).    
Cicero gibt das Beispiel mit folgenden Worten wieder:
„Angenommen aber, es gibt nur ein Brett, aber zwei Schiffbrüchige, und beide sind weise Männer. Soll es jeder von ihnen an sich zu reißen suchen oder soll es einer dem anderen abtreten? Es soll abgetreten werden, aber an den, der eher wert ist, um seiner eigenen Angelegenheiten oder um des Staates willen am Leben zu bleiben. Was aber dann, wenn sie in beiden Punkten gleiche Ansprüche haben? Es wird keinen Streit geben, sondern einer wird dem anderen den Vortritt lassen, wie wenn er durch Losen oder im Fingerspiel verloren hätte.“

## Rezeption und Bewertung durch Kant
Auch Immanuel Kant hat das Fallbeispiel von Karneades aufgegriffen. Er kommt zu dem Ergebnis, dass die Tat nicht als unsträflich (inculpabile), sondern als unstrafbar (impunibile) zu beurteilen sei, da die Bedrohung mit einem Übel durch das Gesetz, nämlich der Tod durch den richterlichen Ausspruch, gar nicht größer sein könne als die Furcht vor dem bevorstehenden Übel, nämlich dem Ertrinken. Der Sinnspruch des Notrechts laute: „Not hat kein Gebot (necessitas non habet legem)“ – es könne aber trotzdem keine Not geben, die ein Unrecht gesetzmäßig machte. – Kant bezieht sich aber auch direkt auf das Brett des Karneades: „Wenn aber von einem, welcher einen anderen Schiffbrüchigen von seinem Brett stößt, um sein eigenes Leben zu erhalten, gesagt wird: er habe durch seine Not (die physische) ein Recht dazu bekommen, so ist das ganz falsch. Denn mein Leben zu erhalten, ist nur bedingte Pflicht (wenn es ohne Verbrechen geschehen kann); einem andern aber, der mich nicht beleidigt, ja gar nicht einmal in Gefahr, das meinige zu verlieren, bringt, es nicht zu nehmen, ist unbedingte Pflicht.“

## Erweiterungen und Abwandlungen des Fallbeispiels
Immer dann, wenn knappe zum Leben notwendige Güter unter Menschen verteilt werden, ergeben sich  Bewertungs- und Verteilungsfragen sowie Rechtfertigungsprobleme dieser Güterzuordnungen vor den anderen Menschen.
Beispiele: 
Im englischen Recht stellte sich 1884 das durch das Brett des Karneades vorgezeichnete Rechtfertigungsproblem anhand des Seefahrer-Kannibalen-Falles „R v Dudley and Stephens“.
Aufgrund schlechten Wetters kentert eine Yacht und die vierköpfige Mannschaft kann sich nur durch das Rettungsboot über Wasser halten. Nach 12 Tagen, in denen sich die Mannschaft von zwei Speiserüben ernähren konnte und acht weiteren Tagen ohne Nahrung und Trinkwasser, schlägt der Kapitän vor, den Schiffsjungen zu opfern, um die anderen zu ernähren. So geschieht es und die anschließend gerettete Mannschaft wird in Falmouth wegen der Tötung (im Englischen murder) vor Gericht gestellt.
Das Gericht verurteilte die Überlebenden, da keinem Menschen die Möglichkeit zugestanden ist, über Tod und Leben anhand persönlich aufgestellter Kriterien zu entscheiden. 1842 entschied jedoch ein  amerikanisches Gericht gegenteilig: Demnach sei Mord in einem Rettungsboot dann gerechtfertigt, wenn  ein faires Verfahren, etwa eine Auslosung, das Opfer selektiert.
In der Medizin stellt sich bei einem Massenanfall von Verletzten/Kranken die Frage, wem geholfen werden soll und wem nicht. Wie soll bei einer großen Zahl von Schwerverletzten mit den wenigen zur Verfügung stehenden Hilfsmitteln umgegangen werden?  Ähnliche Fragen stellen sich bei allen Unfällen oder Katastrophen mit vielen Betroffenen (Wer soll als erster mit dem Hubschrauber ins Krankenhaus geflogen werden?) und bei der Verteilung von gespendeten Organen zum Zweck der Transplantation. Hier wird mittels des Verfahrens der Triage versucht, eine Einteilung in Behandlungs- und Versorgungsklassen vorzunehmen, um eine Antwort auf die Zuordnungsfrage zu geben und geordnet Hilfe leisten zu können.
Im Jahr 2006 stellte sich das Rechtfertigungsproblem anhand des vom Bundesverfassungsgericht für nichtig erklärten Luftsicherheitsgesetzes. Die dadurch eröffnete Frage lautet: Darf man eine Passagiermaschine abschießen, um anderen Menschen das Leben zu retten? Das Urteil des Bundesverfassungsgerichts verneinte das. Wenn unbeteiligte Passagiere Gefahr laufen, Kollateralschaden eines solchen Abschusses zu werden, wird gegen das im Grundgesetz verankerte Recht auf Leben und damit gegen die Menschenwürde verstoßen. Wäre es zu einem solchen Abschuss gekommen, hätte der Bundeswehrpilot rechtswidrig gehandelt, auch wenn er dies auf einen Befehl hin getan hätte. Grundsätzlich gilt, dass rechtswidrige Handlungen auch auf Befehl hin verboten sind.
Antworten auf diese Fragen müssen von verantwortlich Denkenden und Handelnden aus individualethischer und sozialethischer Sicht gefunden werden.

## Verarbeitung des Themas in der Literatur
Annette von Droste-Hülshoff greift das Brett des Karneades in der Ballade Die Vergeltung auf. Hier obsiegt der stärkere gegen den kranken, schwächeren Schiffbrüchigen beim Kampf um die Planke. Der Überlebende wird zunächst von einem Piratenschiff gerettet, doch die Piraten werden aufgegriffen, und er wird zusammen mit ihnen erhängt.
Ewald Christian von Kleist schreibt im Gedicht Die Freundschaft über zwei schiffbrüchige Freunde. Einer der beiden verzichtet freiwillig auf die Planke, um dem Wohl der Welt den Verlust seines Freundes nicht zuzumuten und um das eigene Leben nicht in Qual ohne den anderen verbringen zu müssen. Der verzichtende Freund ertrinkt jedoch nicht, sondern wird am Strand angespült, wo er seinen Freund wiederfindet. In großer Dankbarkeit teilt dieser daraufhin seine Reichtümer, „Und lange waren sie das Wohl der Welt“.

## Rechtslage nach deutschem Strafrecht
Nach dem deutschen Strafrecht würde in diesem Fall eine rechtswidrige Tat vorliegen – und zwar ein Totschlag gemäß § 212 StGB. Das Handeln wird also von der Rechtsordnung missbilligt. Eine Rechtfertigungsmöglichkeit für diese Handlung kennt das Strafrecht nicht. Dies bedeutet auch, dass der andere, der vom Brett gestoßen wird, sich hiergegen verteidigen darf (Notwehr), da ein gegenwärtiger rechtswidriger Angriff vorliegt.
Allerdings wäre beim angreifenden Täter ein entschuldigender Notstand gemäß § 35 StGB gegeben, der dazu führt, dass der Täter nicht bestraft würde. Das Handeln des Täters erscheint als so verständlich, dass jede Schuld im Rechtssinne entfällt.
Für den Fall der Rettungsnotwendigkeit mehrerer Menschen, zum Beispiel bei der Triage, wird von der herrschenden Meinung eine rechtfertigende Pflichtenkollision angenommen, in der sich der Helfende frei entscheiden kann, wen er retten will.